# Söğüt
Söğüt es una ciudad y también un distrito de Turquía, en la provincia de Bilecik de la región del Mármara. El distrito tiene un área de 599 km² y limita con los distritos de Bilecik, al oeste; con Gölpazarı, al norte; con İnhisar, al noreste; con Eskişehir, al sureste; y con Bozüyük, al suroeste. El censo de 2000 indica que la población en 21.012 ciudadanos, y una estimación de 2005, alrededor de 22.000. Söğüt tiene 5 municipios y 23 aldeas. Dos de estos pueblos, Çaltı y Kure, tienen un municipio. Söğüt está a 31 km de Bilecik y a 52 km de Eskişehir. Depende económicamente de Eskişehir.

## Historia

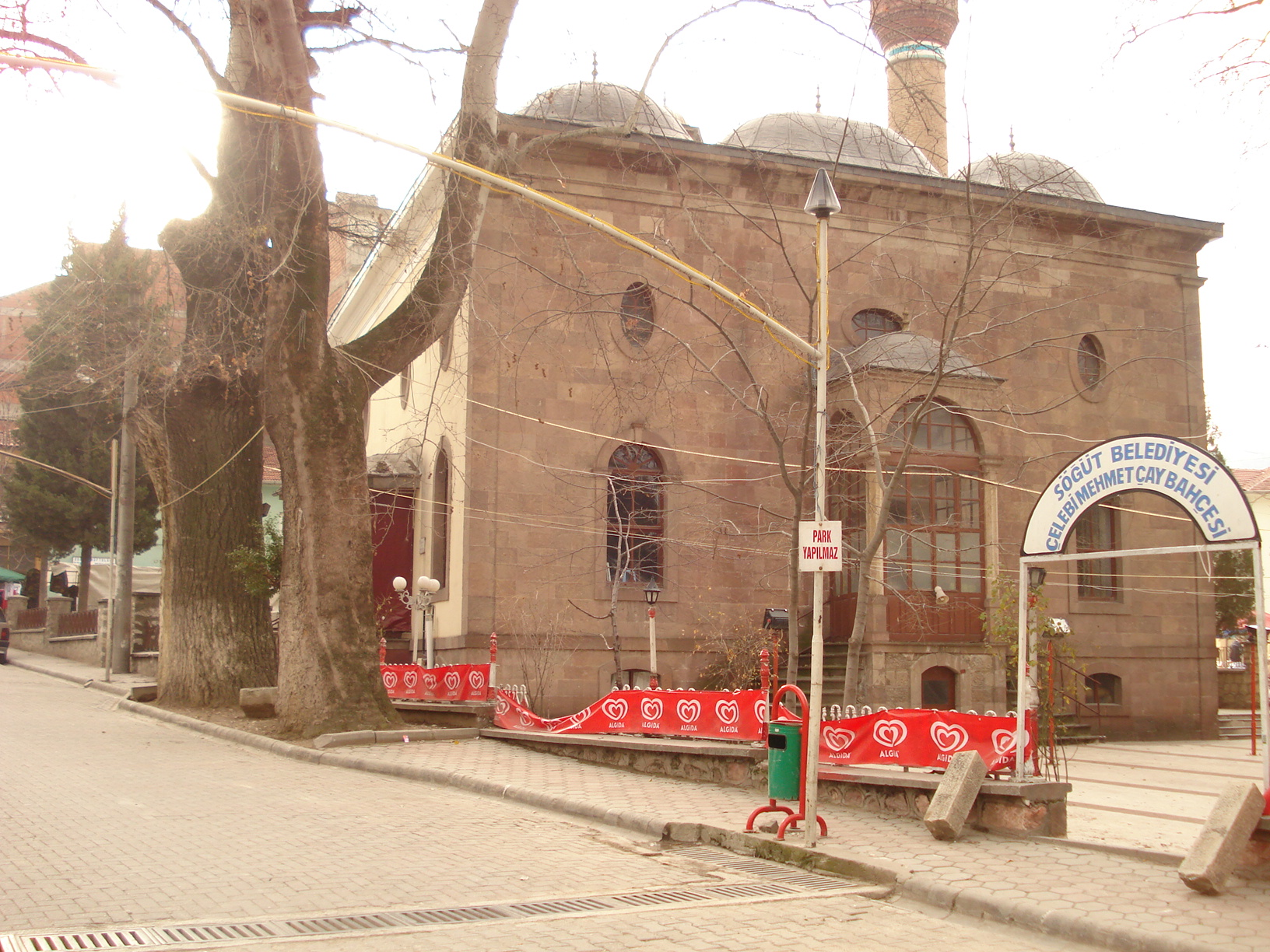
Mezquita Çelebi Mehmet en Söğüt

La ciudad de Söğüt era conocida anteriormente como Thebasion antes de la conquista turca. Fue conquistada en 1231 por Ertuğrul al frente de una tribu de los turcos selyúcidas, tras serle concedida por Kaikubad I, el sultán del Sultanato de Rüm del Imperio de Nicea. Ertuğrul procedía de la rama selyúcida de los Kayi, que en los siglos XII y XIII habían invadido Anatolia. El territorio de Söğüt estaba rodeado por tres tribus turcas mayores —Eskenderum, en el norte; Eskişehir, en el este; y Konyali en el sur—, y por el Imperio Bizantino en el oeste. La leyenda cuenta que Ertuğrul, bey (jefe) de la tribu, valientemente mantuvo a raya a sus enemigos de modo que luego su hijo, Osmán, pudiese conquistarlos a todos ellos durante su reinado, desde 1299 hasta 1324, dando  lugar al nacimiento del Imperio Otomano. Cuando el hijo de Osman, Orhan, llegó al poder después de la muerte de su padre cambió el nombre de la tribu, llamándola Osmanli en honor de su padre. Söğüt se convirtió en una ciudad que sirvió a la tribu Osmanli como capital entre 1299 y 1326, justo después de que los selyúcida tomaran en 1325 la ciudad bizantina de Prusa, cuando la corte se trasladó a los palacios más lujosos de los bizantinos. 
Söğüt fue el lugar de nacimiento del sultán Osmán I.

## Actualmente
Hoy Söğüt es un pequeño pueblo en el húmedo valle fluvial de la provincia de Bilecik en Turquía.  En el pequeño Museo Etnográfico de Söğüt, se exponen varias estatuas a tamaño natural de los sultanes otomanos y se explica la historia turca. La ciudad es también el tercer centro de distrito más grande en la provincia, después de Bozüyük y Bilecik. Su mercado está abierto todos los jueves y algunas personas visitan la ciudad desde los distritos de İnhisar y Yenipazar para hacer compras.